# Stainless and Nickel Alloys
Stainless and Nickel Alloys est une filiale du groupe ArcelorMittal. Anciennement Imphy Alloys (avant janvier 2008), du nom d'une commune de la Nièvre (Imphy). 
La société est spécialisée dans la fabrication d'alliage. Les effectifs de la société sont d'environ 600 personnes ce qui constitue une des premières sources d'emploi de la Nièvre.